# Zygopetalum graminifolium
Giai cầu lá cỏ (danh pháp khoa học: Zygopetalum graminifolium) là một loài thực vật có hoa trong họ Lan. Loài này được Rolfe miêu tả khoa học đầu tiên năm 1892.